# Storena analis
Storena analis är en spindelart som beskrevs av Simon 1893. Storena analis ingår i släktet Storena och familjen Zodariidae.
Artens utbredningsområde är Ecuador. Inga underarter finns listade i Catalogue of Life.